# Beckermet
Beckermet är en by och en civil parish i Cumbria i England. Orten har 1 619 invånare (2011).